# 塞纳河畔巴尔
塞纳河畔巴尔（法語：Bar-sur-Seine，法語發音：[baʁ syʁ sɛn]），法国中北部城市，大东部大区奥布省的一个市镇，隶属于特鲁瓦区，其市镇面积为27.53平方公里，2022年1月1日时人口数量为2,869人，在法国城市中排名第3,747位。
塞纳河畔巴尔位于奥布省东南部，塞纳河两岸，是一个区域性的中心城市，多条公路在此交汇。

## 地名来源

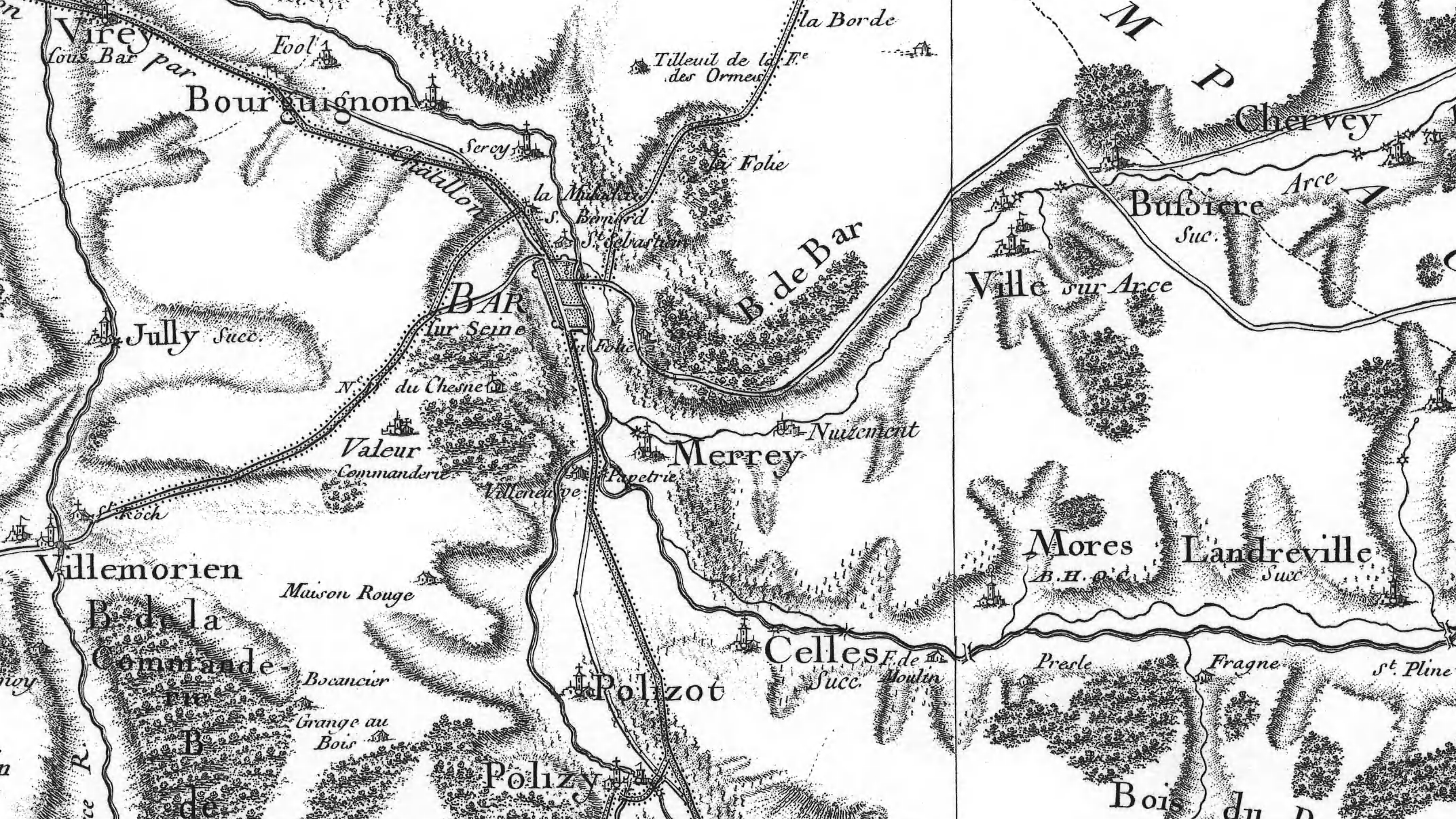
卡西尼地图上标记的塞纳河畔巴尔

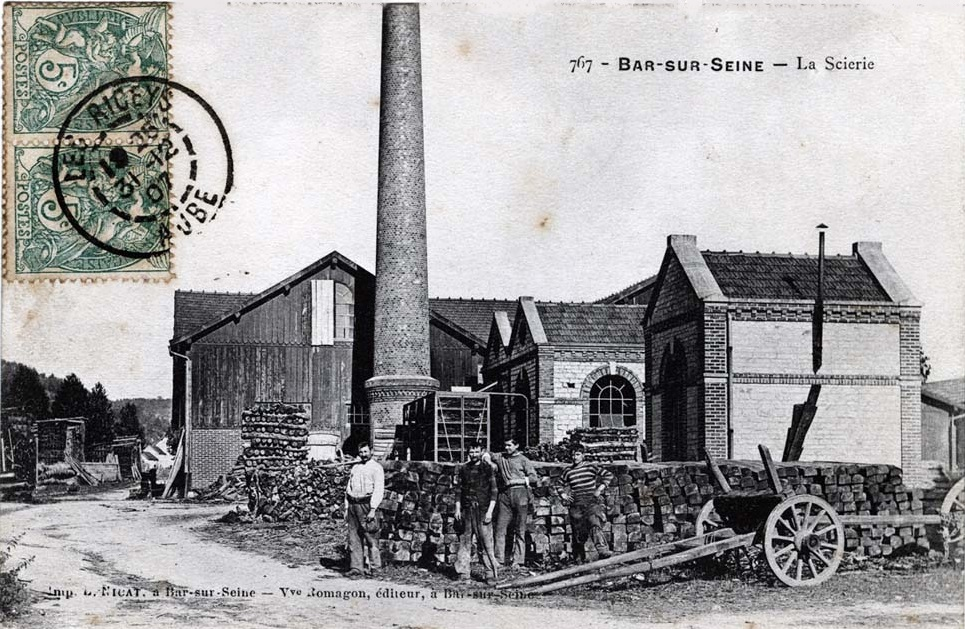
工业革命期间塞纳河畔巴尔的一处炼钢厂

“Bar”一名来自高卢语“barro”，意为“山岭顶端的平地”，可能与当地的自然地理特征有关，这一通名在法国香槟地区多地均有出现。

## 历史
塞纳河畔巴尔的早期历史尚不清楚。古罗马时期，一条连接罗马和不列颠之间的道路顺塞纳河经过塞纳河畔巴尔。塞纳河畔巴尔领主在公元9世纪末获得伯爵头衔，但塞纳河畔巴尔的城市最早记载则出现于公元1068年。自12世纪起，塞纳河畔巴尔因香槟集市而兴盛，成为当时西欧最重要的商业城市之一，后于13世纪时因外来商品冲击而衰落。中世纪末，塞纳河畔巴尔长期处于勃艮第和香槟两个家族的争夺之中。英法百年战争期间，塞纳河畔巴尔被英格兰军队占领。根据1420年《特鲁瓦条约》，巴尔伯国被割让给了勃艮第，后随着1477年大胆查理的身亡而重返法兰西王国。宗教战争期间，塞纳河畔巴尔城堡被烧毁。文艺复兴期间，塞纳河畔巴尔境内兴建了多处哥特式城堡、磨坊、桥梁及教堂。法国大革命后，塞纳河畔巴尔成为奥布省的一个市镇，并在1795至1800年间为该省的一个地区行署，后改建为副省会。此外，1794年，阿瓦勒尔（Avalleur）、拉博尔德（La Borde）和维勒讷沃（Villeneuve）三个市镇整体并入塞纳河畔巴尔。工业革命期间，途径塞纳河畔巴尔的特鲁瓦－格雷铁路建成通车。1926年，根据普恩加莱改革方案，塞纳河畔巴尔副省会被撤销，原塞纳河畔巴尔区被整体并入特鲁瓦区。1980年，因设施老化及客流数量不足，特鲁瓦－格雷铁路关闭。

## 地理

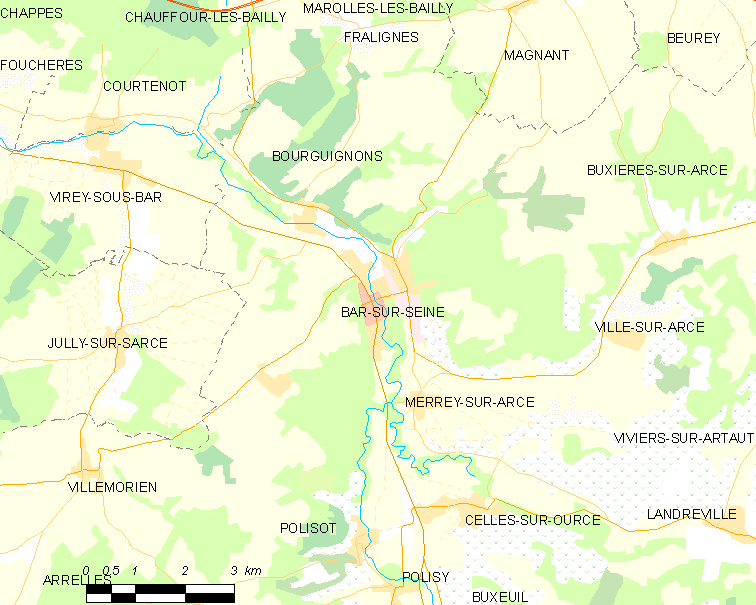
塞纳河畔巴尔市镇范围地图

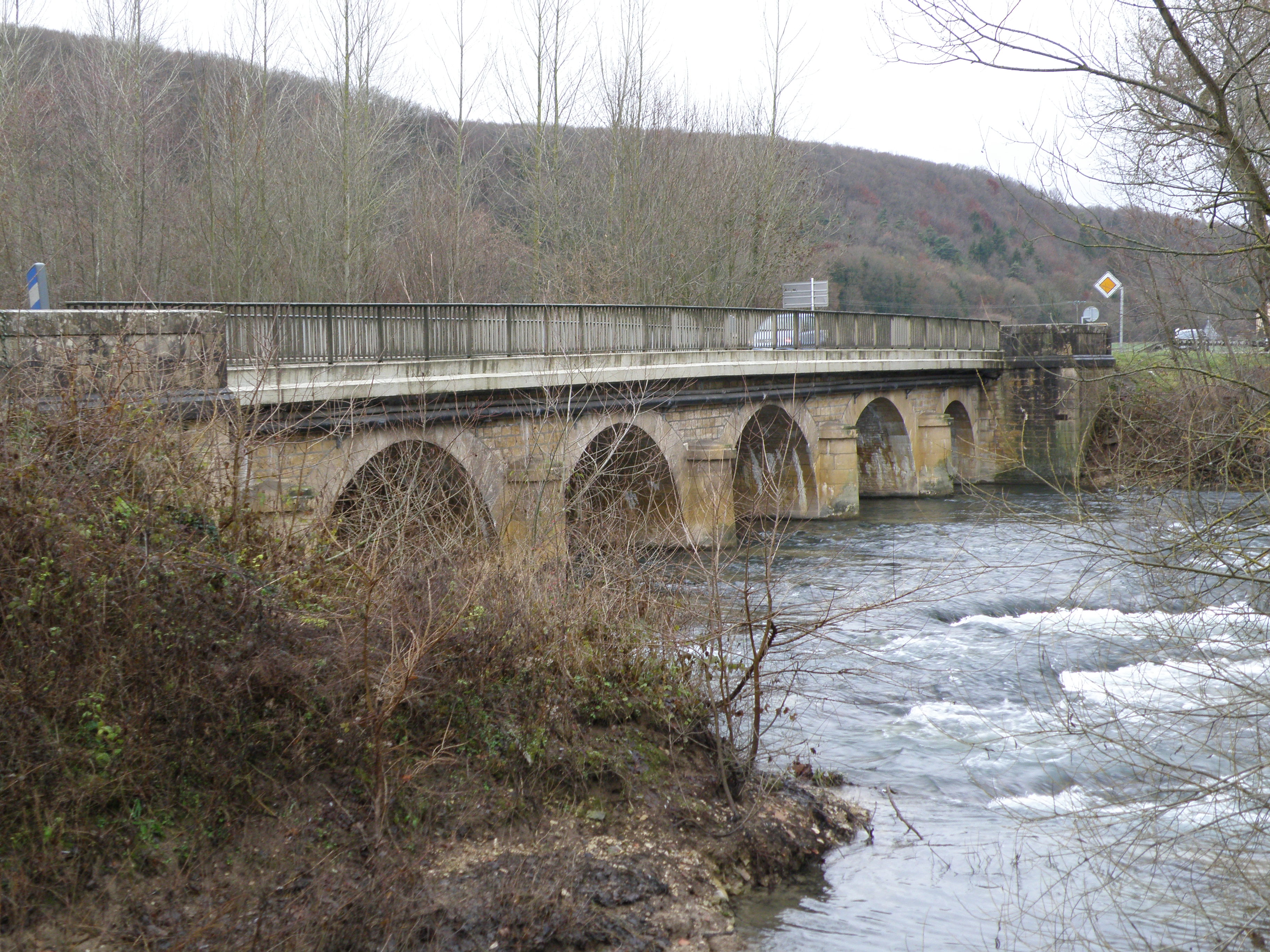
塞纳河新城桥

塞纳河畔巴尔位于法国中北部偏东，大东部大区西南部和奥布省东南部，距离省会特鲁瓦大约32公里。与塞纳河畔巴尔接壤的市镇包括：布尔吉尼翁、阿尔斯河畔比克西耶尔、乌尔斯河畔塞勒、萨尔斯河畔瑞利、马尼昂、阿尔斯河畔梅雷、波利索、维勒莫里安、阿尔斯河畔维尔。

### 地形
塞纳河畔巴尔位于巴黎盆地东部，境内以浅丘为主，市镇中心地势较为平坦，东南部部分区域起伏较为明显，全境海拔在147到293米之间。

### 水文
塞纳河干流自东南向西北流经塞纳河畔巴尔境内，该河在塞纳河畔巴尔镇中心的河段有一处河心岛，其左侧支流上建有水力磨坊。

### 植被
塞纳河畔巴尔属于温带阔叶混交林区，市区东北部的瓦尔塞讷公园（Parc de Valseine）是当地主要的城市公共绿地，市镇范围东部为塞蒙树林（Bois de Sémont）和布雷阿尔树林（Bois de Bréard）。
在鲜花城市的评比中，塞纳河畔巴尔被评为3星级鲜花城市。

### 气候
塞纳河畔巴尔在柯本气候分类法中属于温带海洋性气候，因其距离海岸线相对较远，故当地气候又有一定的大陆性特征。
距离塞纳河畔巴尔最近的常年气象站位于莱里塞境内，以下为该气象站的数据（其中日照数据取自特鲁瓦气象站）：
| 莱里塞 1981年－2019年 | 莱里塞 1981年－2019年 | 莱里塞 1981年－2019年 | 莱里塞 1981年－2019年 | 莱里塞 1981年－2019年 | 莱里塞 1981年－2019年 | 莱里塞 1981年－2019年 | 莱里塞 1981年－2019年 | 莱里塞 1981年－2019年 | 莱里塞 1981年－2019年 | 莱里塞 1981年－2019年 | 莱里塞 1981年－2019年 | 莱里塞 1981年－2019年 | 莱里塞 1981年－2019年 |
| 月份                  | 1月                   | 2月                   | 3月                   | 4月                   | 5月                   | 6月                   | 7月                   | 8月                   | 9月                   | 10月                  | 11月                  | 12月                  | 全年                  |
| --------------------- | --------------------- | --------------------- | --------------------- | --------------------- | --------------------- | --------------------- | --------------------- | --------------------- | --------------------- | --------------------- | --------------------- | --------------------- | --------------------- |
| 历史最高温 °C（°F）   | 17.3 (63.1)           | 21.4 (70.5)           | 26 (79)               | 30 (86)               | 33.3 (91.9)           | 38.3 (100.9)          | 40 (104)              | 41.1 (106.0)          | 33.5 (92.3)           | 29.5 (85.1)           | 23.6 (74.5)           | 18.5 (65.3)           | 41.1 (106.0)          |
| 平均高温 °C（°F）     | 6.1 (43.0)            | 7.8 (46.0)            | 12 (54)               | 15.6 (60.1)           | 20 (68)               | 23.3 (73.9)           | 26.5 (79.7)           | 25.9 (78.6)           | 21.5 (70.7)           | 16.3 (61.3)           | 10.1 (50.2)           | 6.6 (43.9)            | 16 (61)               |
| 日均气温 °C（°F）     | 2.8 (37.0)            | 3.5 (38.3)            | 6.8 (44.2)            | 9.5 (49.1)            | 13.7 (56.7)           | 17 (63)               | 19.5 (67.1)           | 19 (66)               | 15.3 (59.5)           | 11.4 (52.5)           | 6.4 (43.5)            | 3.5 (38.3)            | 10.7 (51.3)           |
| 平均低温 °C（°F）     | −0.5 (31.1)           | −0.8 (30.6)           | 1.6 (34.9)            | 3.4 (38.1)            | 7.5 (45.5)            | 10.6 (51.1)           | 12.6 (54.7)           | 12.2 (54.0)           | 9.2 (48.6)            | 6.5 (43.7)            | 2.7 (36.9)            | 0.5 (32.9)            | 5.5 (41.9)            |
| 历史最低温 °C（°F）   | −22 (−8)              | −21.5 (−6.7)          | −16.2 (2.8)           | −9 (16)               | −4 (25)               | −0.5 (31.1)           | 3 (37)                | 1.5 (34.7)            | −2.8 (27.0)           | −7.4 (18.7)           | −11.8 (10.8)          | −18.5 (−1.3)          | −22 (−8)              |
| 平均降水量 mm（）     | 75 (3.0)              | 59.6 (2.35)           | 63.6 (2.50)           | 61.7 (2.43)           | 75.1 (2.96)           | 67.1 (2.64)           | 64.2 (2.53)           | 56.1 (2.21)           | 67.7 (2.67)           | 76.9 (3.03)           | 74.9 (2.95)           | 82.6 (3.25)           | 824.5 (32.46)         |
| 月均日照時數          | 68.6                  | 88.3                  | 143.8                 | 184.8                 | 215                   | 229.4                 | 235.5                 | 228.2                 | 179.2                 | 123.6                 | 66.6                  | 53.6                  | 1,816.6               |
| 来源：infoclimat.fr   |                       |                       |                       |                       |                       |                       |                       |                       |                       |                       |                       |                       |                       |

## 行政区划
塞纳河畔巴尔的市镇编号为10034，邮政编号为10110。
在行政管理方面，塞纳河畔巴尔隶属于法国大东部大区奥布省特鲁瓦区；在地方选举方面，塞纳河畔巴尔是塞纳河畔巴尔县的中央投票站所在地，其市镇范围全境被划入奥布省第二选区；在社会管理方面，塞纳河畔巴尔是香槟巴尔塞卡奈市镇公共社区的办公驻地。
塞纳河畔巴尔市镇范围内暂无城市敏感街区及城市政策优先街区。
法国国家统计与经济研究所（简称）在进行数据统计时，将塞纳河畔巴尔单独设为塞纳河畔巴尔城市核心区（Unité urbaine de Bar-sur-Seine）以及塞纳河畔巴尔城市区（Aire urbaine de Bar-sur-Seine）。自2020年起，塞纳河畔巴尔城市区被包含7个市镇的塞纳河畔巴尔城市辐射区代替。此外，还将塞纳河畔巴尔市镇整体看作一个“块区”（IRIS），以便于统计人口分布情况。

## 交通

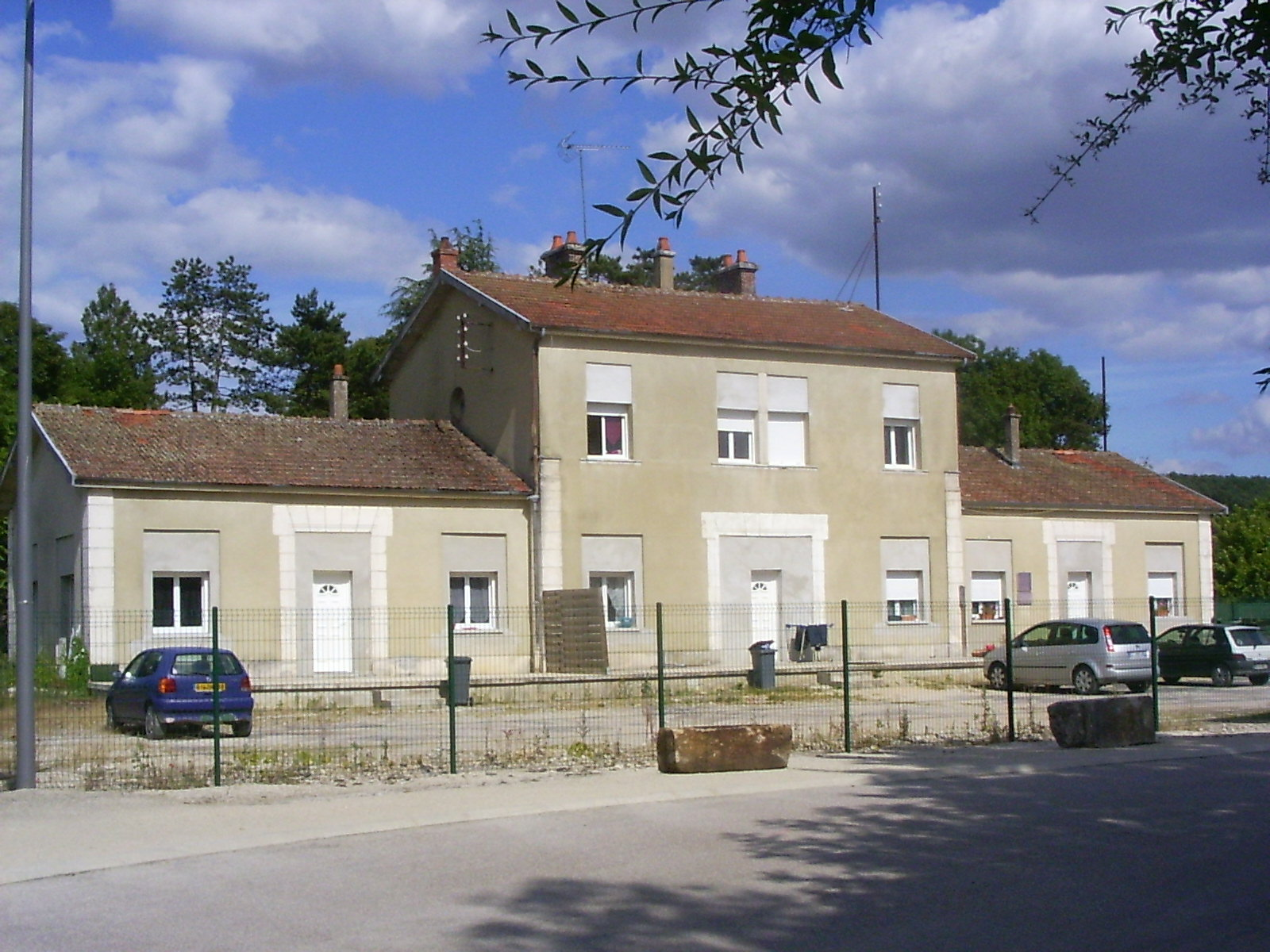
塞纳河畔巴尔火车站旧址

### 公路
奥布省省道D4线、D49线、D63线、D443线和D671线在塞纳河畔巴尔境内交汇。大东部大区下属的奥布省城际客运提供途径塞纳河畔巴尔的城际巴士线路，可前往特鲁瓦、莱里塞、塞纳河畔沙蒂永等地。
| 22 | 10 |

| 特鲁瓦 | 32 |

| 巴尔斯河畔旺德夫尔 | 17 |

| 塞纳河畔沙蒂永 | 36 |

2019年，65.6%的塞纳河畔巴尔家庭拥有至少一辆私人汽车。2019年，塞纳河畔巴尔境内共发生各类交通事故3起，造成3人受伤，其中1人重伤。

### 铁路
塞纳河畔巴尔位于特鲁瓦－格雷铁路上，该铁路已于1980年起关闭客运服务。
距离塞纳河畔巴尔最近的运营中的客运铁路车站为18公里外的旺德夫尔站，该站停靠往返于巴黎和米卢斯一线的区域列车。

### 航空
塞纳河畔巴尔飞行场位于乌尔斯河畔塞勒境内，该机场供当地航空俱乐部及紧急救援使用。
距离塞纳河畔巴尔最近的民用航空站为沙隆-瓦特里机场，距离塞纳河畔巴尔市中心的公路里程约95公里。

### 城市公共交通
截至2022年12月，塞纳河畔巴尔暂无城市公共交通系统。

## 政治

### 市政内阁

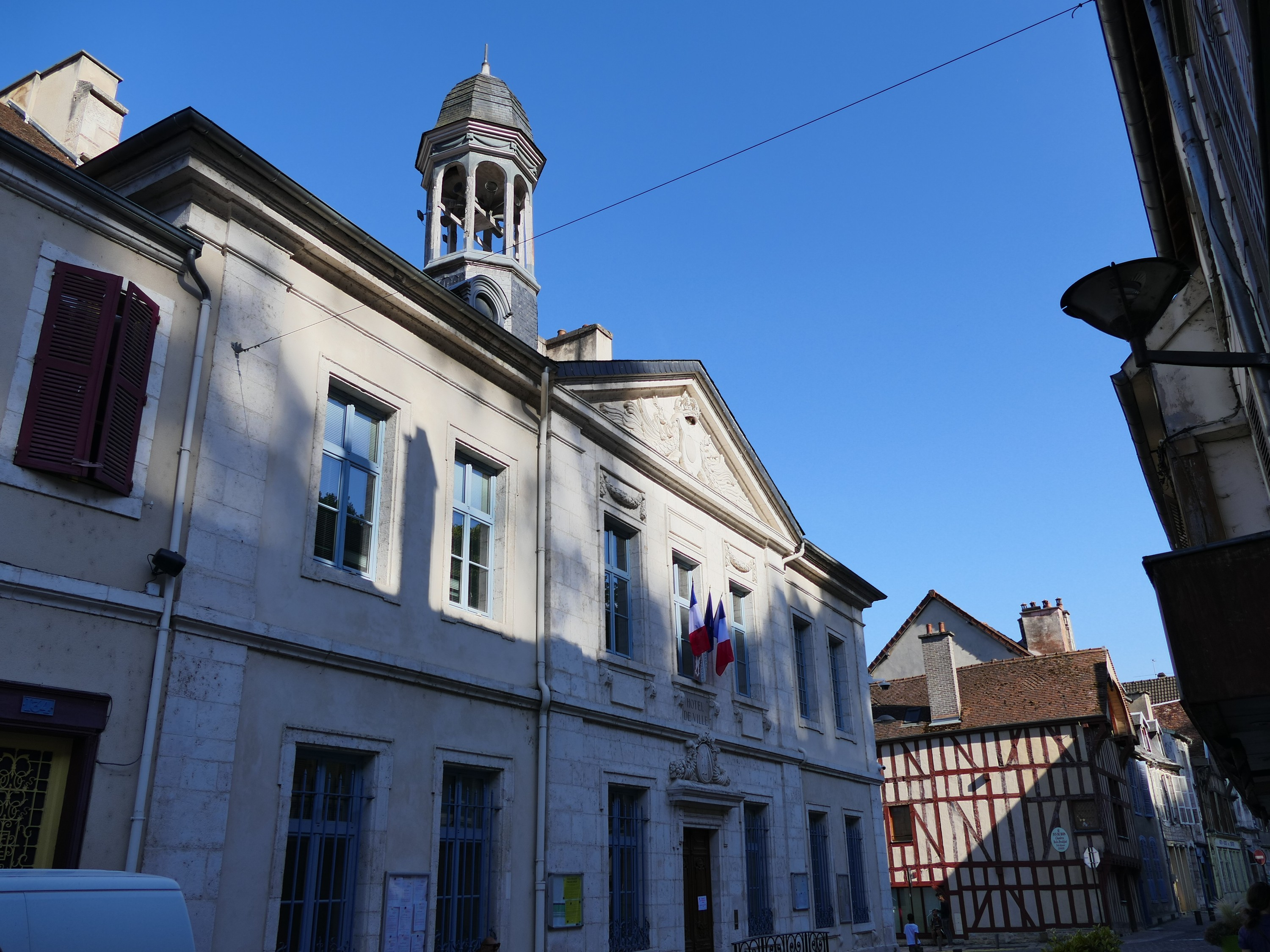
塞纳河畔巴尔市政厅

塞纳河畔巴尔的现任市长为多米尼克·巴罗尼先生（Dominique BARONI），他是一名无党派人士，在2020年的市政选举中获得了50.94%的支持率。
| 塞纳河畔巴尔历届市长   | 塞纳河畔巴尔历届市长             | 塞纳河畔巴尔历届市长 |
| 任期                   | 市长                             | 党派                 |
| ---------------------- | -------------------------------- | -------------------- |
| （1959年以前资料暂缺） |                                  |                      |
| 1959年－1971年         | Bernard PIEDS 贝尔纳·皮耶        | CIR共和制议会党      |
| 1971年－2008年         | Jean WEINLING 让·魏因林          | PS社会党             |
| 2008年－2020年         | Marcel HURILLON 马塞尔·于里永    | DVG左翼无党派人士    |
| 2020年－               | Dominique BARONI 多米尼克·巴罗尼 | 無黨籍               |

### 各级选举
| 塞纳河畔巴尔历届投票选举结果 | 塞纳河畔巴尔历届投票选举结果 | 塞纳河畔巴尔历届投票选举结果 | 塞纳河畔巴尔历届投票选举结果 | 塞纳河畔巴尔历届投票选举结果    | 塞纳河畔巴尔历届投票选举结果 | 塞纳河畔巴尔历届投票选举结果 | 塞纳河畔巴尔历届投票选举结果    | 塞纳河畔巴尔历届投票选举结果 | 塞纳河畔巴尔历届投票选举结果 |
| 选举项目                     | 选举范围                     | 选区单位                     | 选区单位内的选举结果         | 选区单位内的选举结果            | 选区单位内的选举结果         | 选区单位内的选举结果         | 选区单位内的选举结果            | 选区单位内的选举结果         | 参考资料                     |
| 选举项目                     | 选举范围                     | 选区单位                     | 第一轮胜出者                 | 第一轮胜出者                    | 支持率                       | 第二轮胜出者                 | 第二轮胜出者                    | 支持率                       | 参考资料                     |
| ---------------------------- | ---------------------------- | ---------------------------- | ---------------------------- | ------------------------------- | ---------------------------- | ---------------------------- | ------------------------------- | ---------------------------- | ---------------------------- |
| 2017年法國總統選舉           | 法國                         | 市镇                         |                              | 玛丽娜·勒庞                     | 29.4%                        |                              | 埃马纽埃尔·马克龙               | 54.1%                        | [ 26 ]                       |
| 2017年法国立法选举           | 奥布省第二选区               | 市镇                         |                              | 贾米拉·哈达德                   | 33.38%                       |                              | 瓦莱丽·巴赞-马尔格拉            | 51.24%                       | [ 26 ]                       |
| 2019年欧洲议会选举           | 法國                         | 市镇                         |                              | 若尔丹·巴尔代拉                 | 33.46%                       | （不适用）                   | （不适用）                      | （不适用）                   | [ 28 ]                       |
| 2021年法国省级选举           | 奥布省                       | 县                           |                              | 贝尔纳·德拉阿迈德 阿尔莱特·马桑 | 60.48%                       |                              | 贝尔纳·德拉阿迈德 阿尔莱特·马桑 | 71.32%                       | [ 29 ]                       |
| 2021年法国省级选举           | 奥布省                       | 市镇                         |                              | 贝尔纳·德拉阿迈德 阿尔莱特·马桑 | 60.12%                       |                              | 贝尔纳·德拉阿迈德 阿尔莱特·马桑 | 74.37%                       | [ 29 ]                       |
| 2021年法国大区选举           | 大東部大區                   | 市镇                         |                              | 让·罗特纳                       | 38.4%                        |                              | 让·罗特纳                       | 46.25%                       | [ 30 ]                       |
| 2022年法国总统选举           | 法國                         | 市镇                         |                              | 玛丽娜·勒庞                     | 36.45%                       |                              | 玛丽娜·勒庞                     | 52.89%                       | [ 26 ]                       |
| 2022年法国立法选举           | 奥布省第二选区               | 市镇                         |                              | 瓦莱丽·巴赞-马尔格拉            | 34.47%                       |                              | 瓦莱丽·巴赞-马尔格拉            | 60.98%                       | [ 26 ]                       |

## 人口
2019年，塞纳河畔巴尔市镇人口数量为2,961，在法国排名第3,747位。其中男性1,471人，女性1,490人，75岁及以上人口占11.8%，外籍人口数量为145人，人口密度为108人/平方公里，当地男性居民被称为或，女性居民被称为或。2020年，塞纳河畔巴尔境内出生29人，死亡人口82人。
| 塞纳河畔巴尔1901年－2019年人口变化情况 |
|                                        |
| 数据来源：Cassini、INSEE               |

## 经济

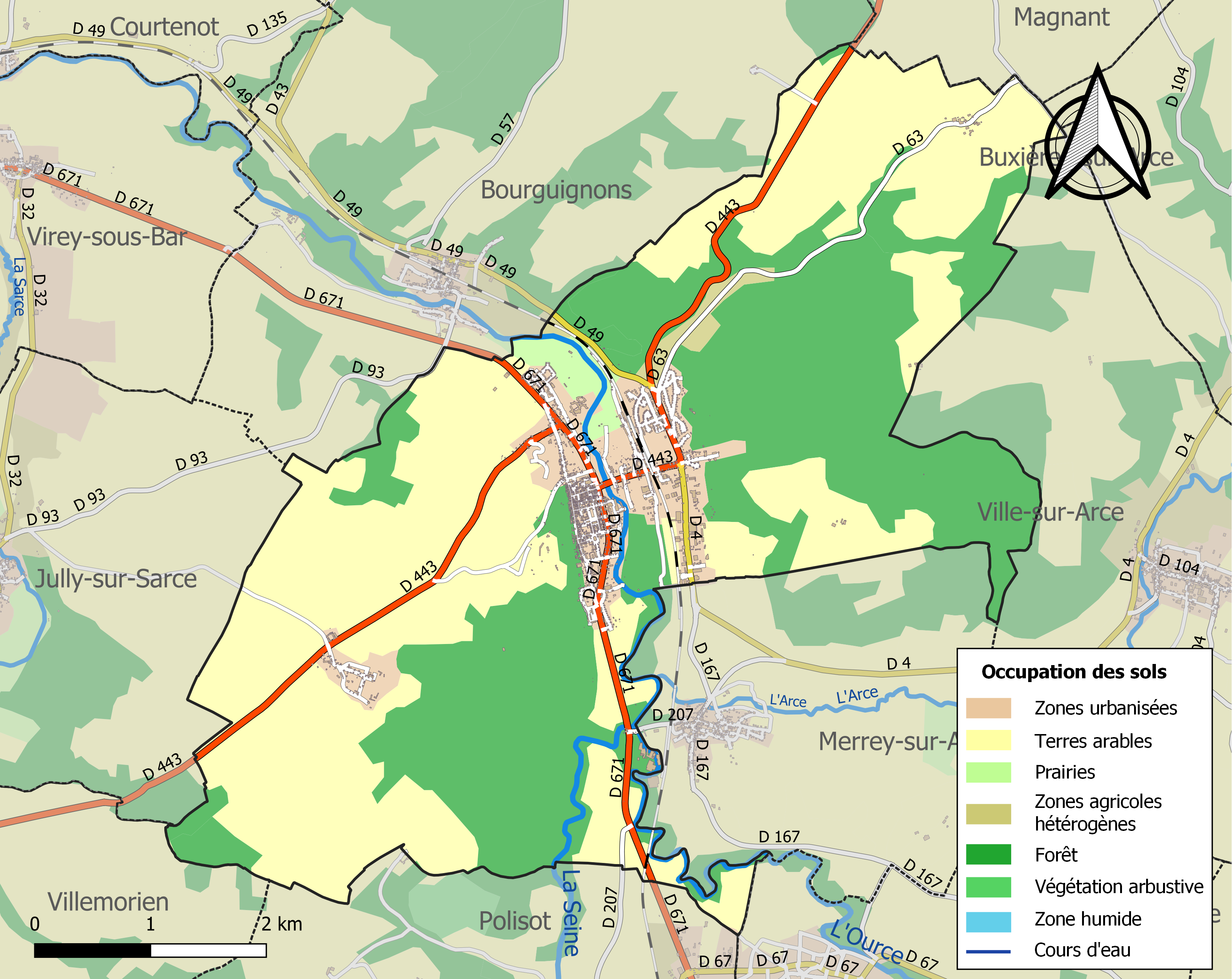
塞纳河畔巴尔土地利用情况地图

塞纳河畔巴尔是一个区域性的中心城市。截止2022年12月，塞纳河畔巴尔市镇范围内共有各类用人单位（包含自雇）508家，平均历史为20年，其中99.02%为中小型企业（PME），2022年10月至12月间，当地的经济活力指数为0.2%。（房屋装潢）、（汽车维修）及（企业管理）是当地2021年营业额最高的三个企业，分别为1,467,286欧元、861,127欧元和369,892欧元。

## 财政与居民收入
2021年，塞纳河畔巴尔的财政收入总额为3,734,970欧元，财政支出总额为3,280,760欧元，当年的债务总额为2,566,200欧元。2021年，塞纳河畔巴尔市镇共获得940,345欧元的国家财政补助，比上一年增加了1.46%。
2020年，塞纳河畔巴尔的人均月收入总额为1,858欧元，其中高级职员为3,592欧元，低于法国平均水平（4,230欧元）；中级职员为2,131欧元，低于法国平均水平（2,411欧元）；普通职员为1,557欧元，亦低于法国平均水平（1,740欧元）。
2019年，塞纳河畔巴尔境内的青壮年（15至64岁）失业率为19.0%，当地38.7%的家庭拥有纳税资格，平均纳税3,036欧元，低于法国平均水平（3,910欧元）。

## 社会事务

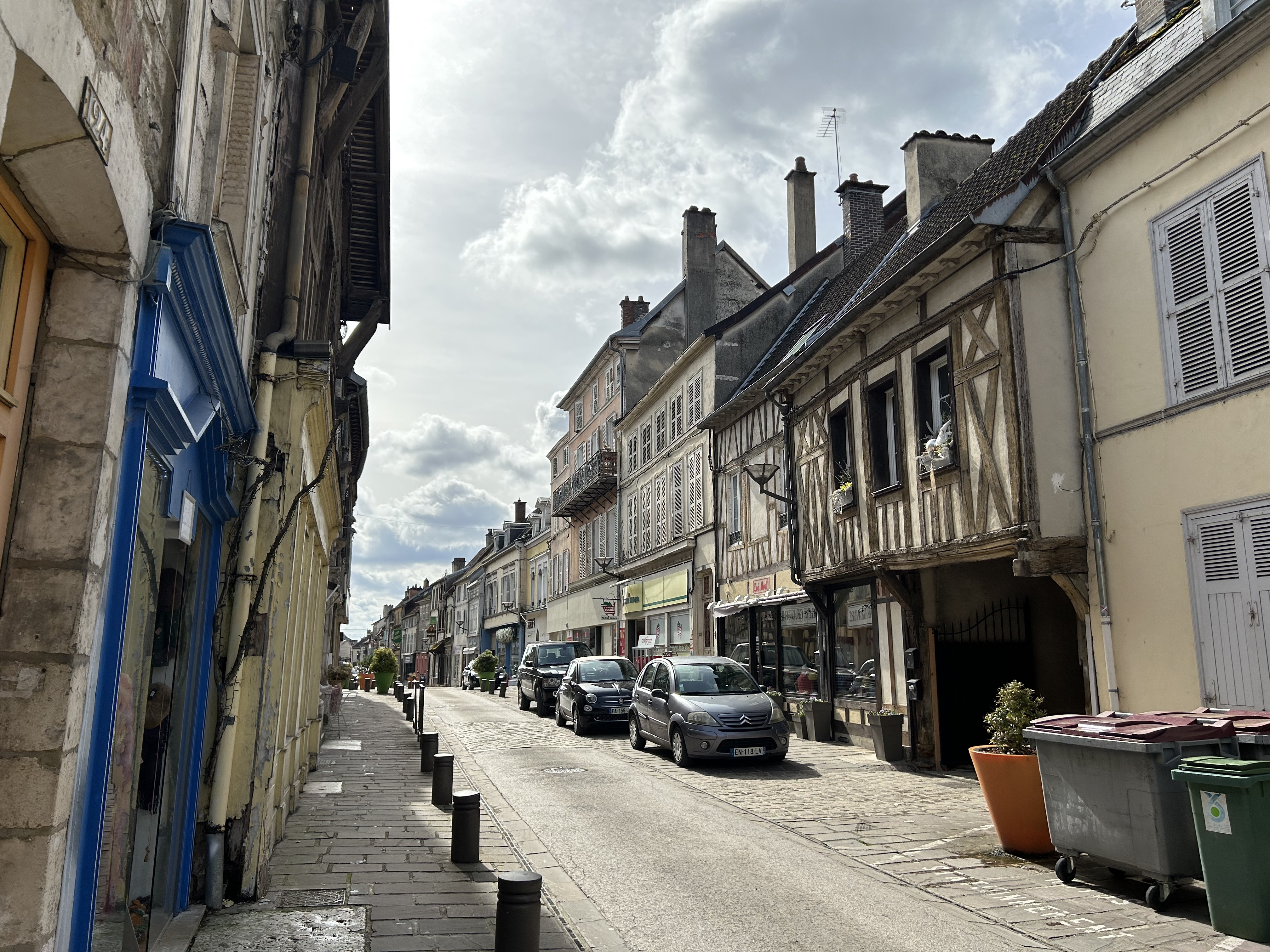
塞纳河畔巴尔镇中心的抵抗运动大街

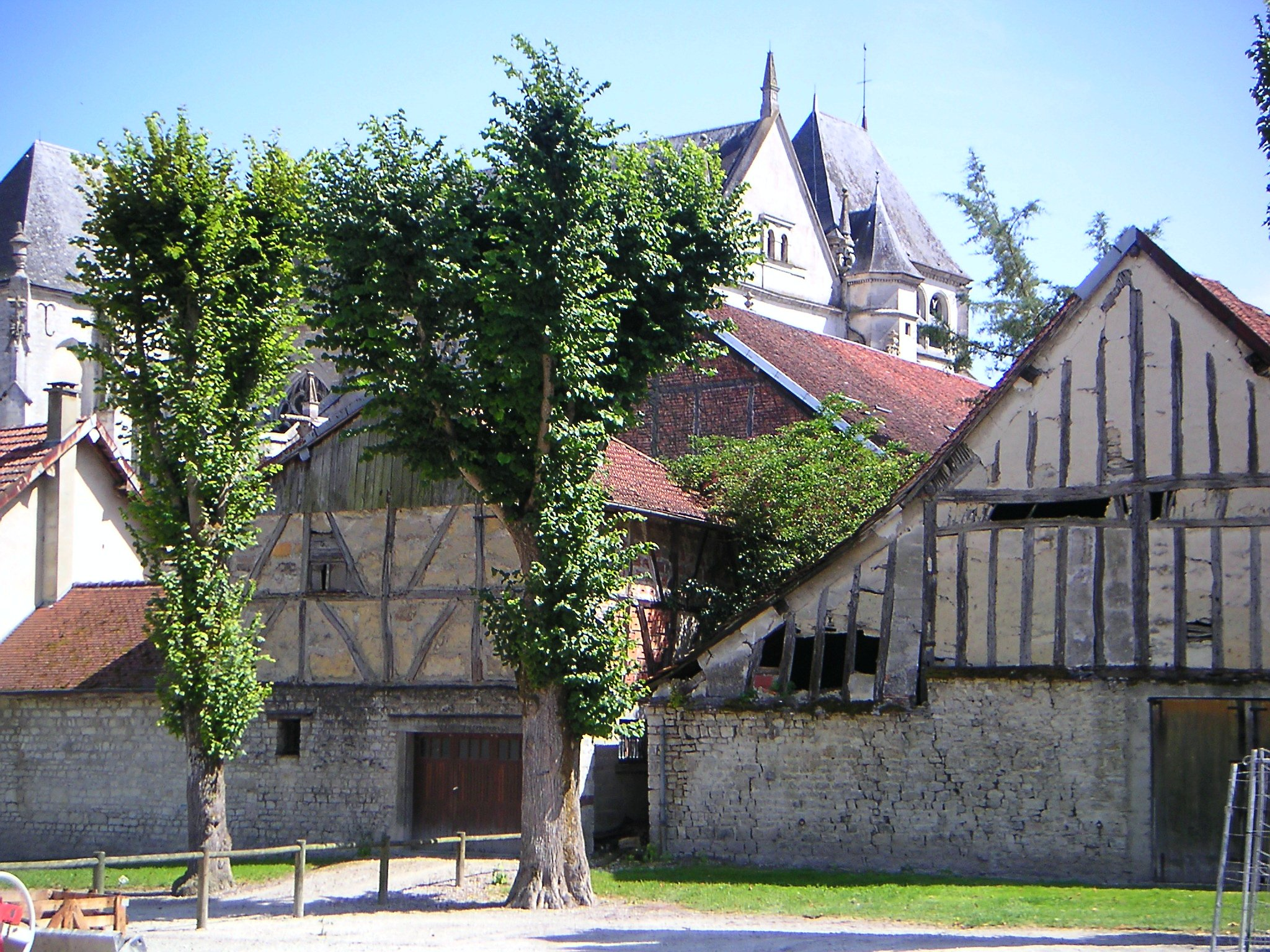
塞纳河畔巴尔老城一角

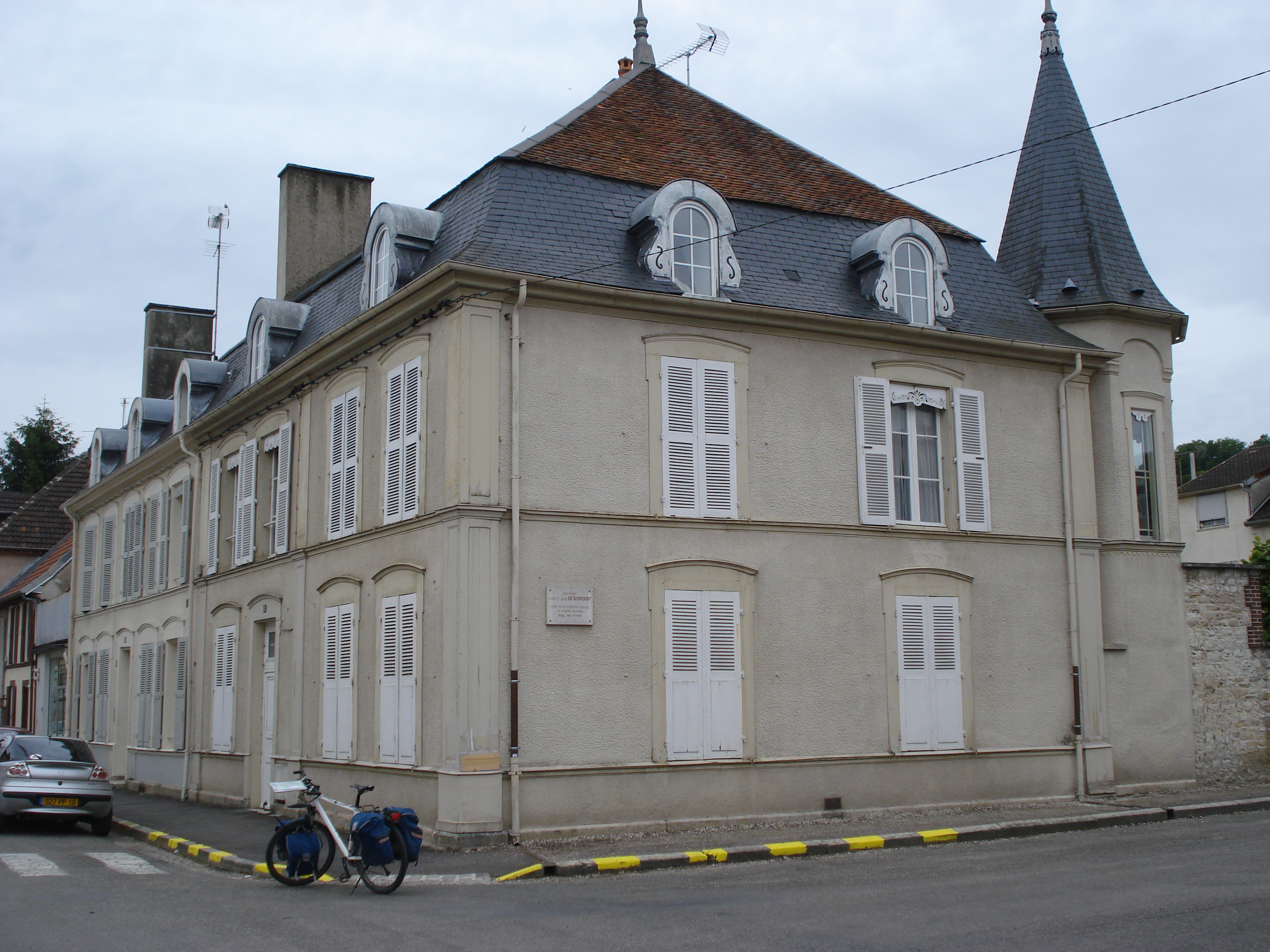
龚古尔宫

### 教育
塞纳河畔巴尔属于兰斯学区。截止2021年1月1日，塞纳河畔巴尔境内共有1所幼儿园、3所小学、2所初级中学和1所职业高中。2018至2019学年度，塞纳河畔巴尔境内共有在校中等教育阶段学生769名。

### 医疗
截止2021年1月1日，塞纳河畔巴尔境内共有全科医生5名、保健师7名、牙医1名、护士11名和助产士1名。境内共有药房2家、残疾人帮扶中心1家。
塞纳河畔巴尔中心医院（Centre Hospitalier de Bar-sur-Seine）是法国的一个区域性医疗机构，其主病区位于塞纳河畔巴尔市区西部，设有床位238个，是当地规模最大的公立综合性医院。

### 住房
2019年，塞纳河畔巴尔境内共有各类住房1,641套，其中54.7%为独立式居民区，45.1%为集中式居民区。常住房屋占塞纳河畔巴尔市镇范围内居民建筑总量的82.9%。
在住房保障政策方面，2021年，塞纳河畔巴尔境内共有374户家庭获得了住房经济补助，受益人数占总人口数量的12.6%，其中384份为房租补助。

### 商业
2021年，塞纳河畔巴尔境内共有各类实体商铺97家，其中餐厅11家、大型超市3家、杂货店3家、面包房5家、肉铺1家、书店3家、装饰品店2家、银行门店4家、美容美发店5家、汽车维修店7家。塞纳河畔巴尔市区内建有E.Leclerc、Intermarché、ALDI等购物超市。

### 体育
2021年，塞纳河畔巴尔境内共有1间体育馆、5处网球场以及1处足球或橄榄球场。
截至2022年12月，塞纳河畔巴尔人聚落足球俱乐部（Foyer Barséquanais Football，编号514257）是塞纳河畔巴尔境内唯一的一家注册足球俱乐部，该足球队成立于1920年，其主队2022至2023赛季参加大东部大区足球联赛丙组（法国第八级别），其主场为市政球场（Stade Municipal）。

### 环境
塞纳河畔巴尔的环境事务由其所属的香槟巴尔塞卡奈市镇公共社区联合各级政府协调负责。2021年，塞纳河畔巴尔境内暂无污染企业。

### 治安
2021年，塞纳河畔巴尔市镇范围内有1处宪兵队。
塞纳河畔巴尔及其附近的共162个市镇是奥布河畔巴尔国家宪兵队（zone gendarmerie de Bar-sur-Aube）的管辖范围。2020年，该宪兵队累计记录各类案件1,967起，其中盗窃类案件950起，经济类案件202起，毒品交易类案件76起。

## 文化
2021年，塞纳河畔巴尔境内暂无任何文化设施。塞纳河畔巴尔市政府提供多媒体中心，每周二至六向公众开放。

### 建筑
塞纳河畔巴尔境内有多处历史建筑，其中圣艾蒂安教堂、沙蒂永门、塞纳河畔巴尔城堡旧址等为法国国家文物保护单位。

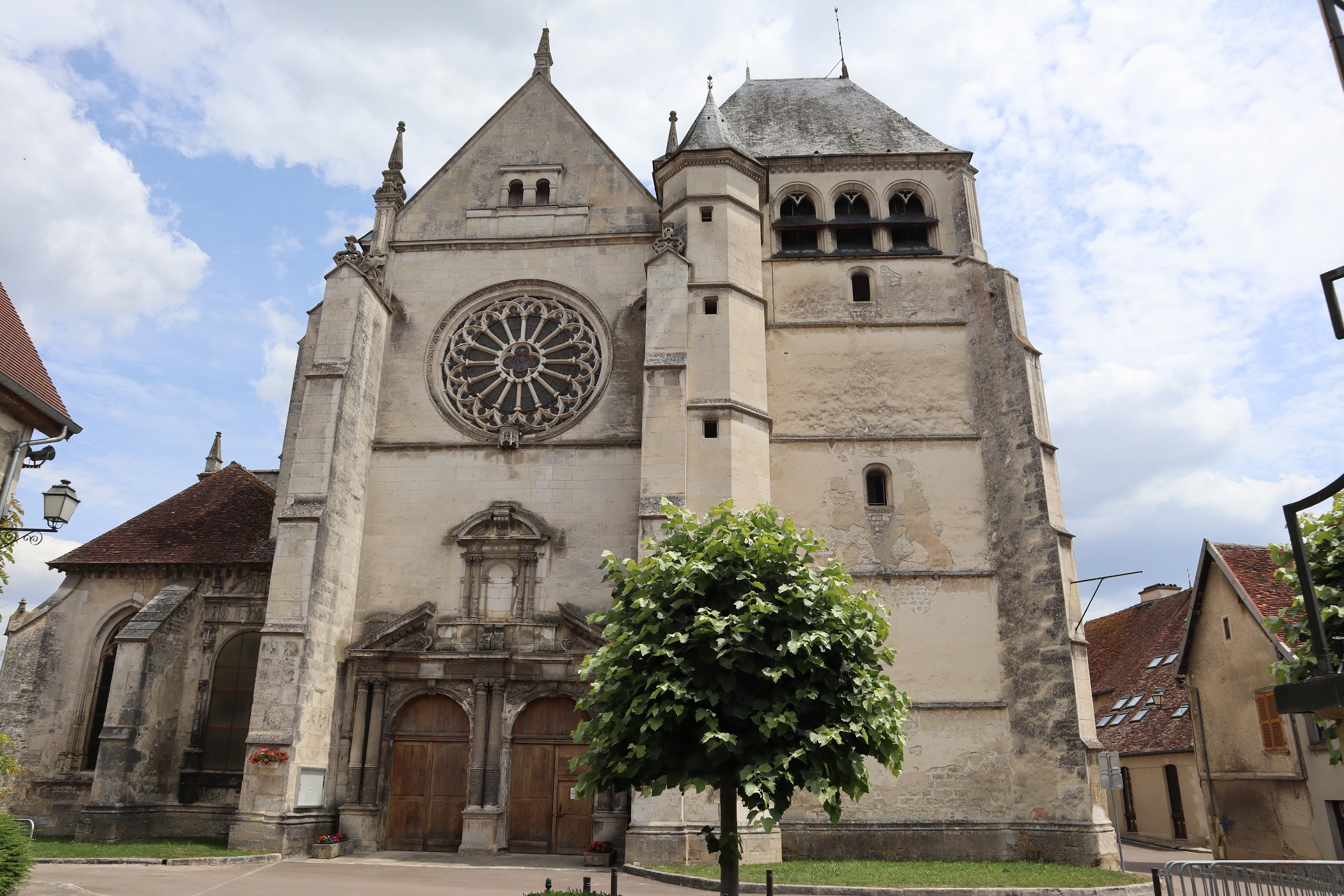
圣艾蒂安教堂（法语：Église Saint-Étienne de Bar-sur-Seine）
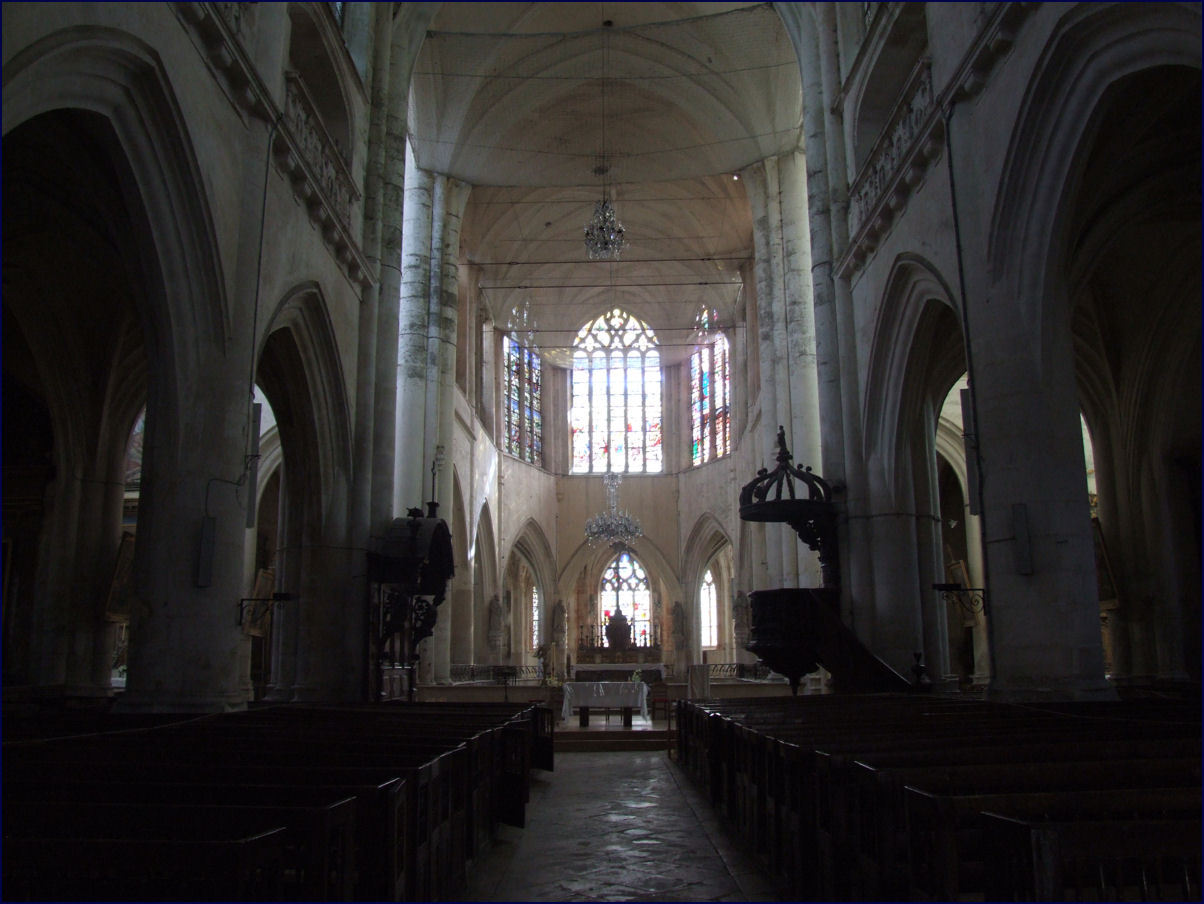
教堂大厅
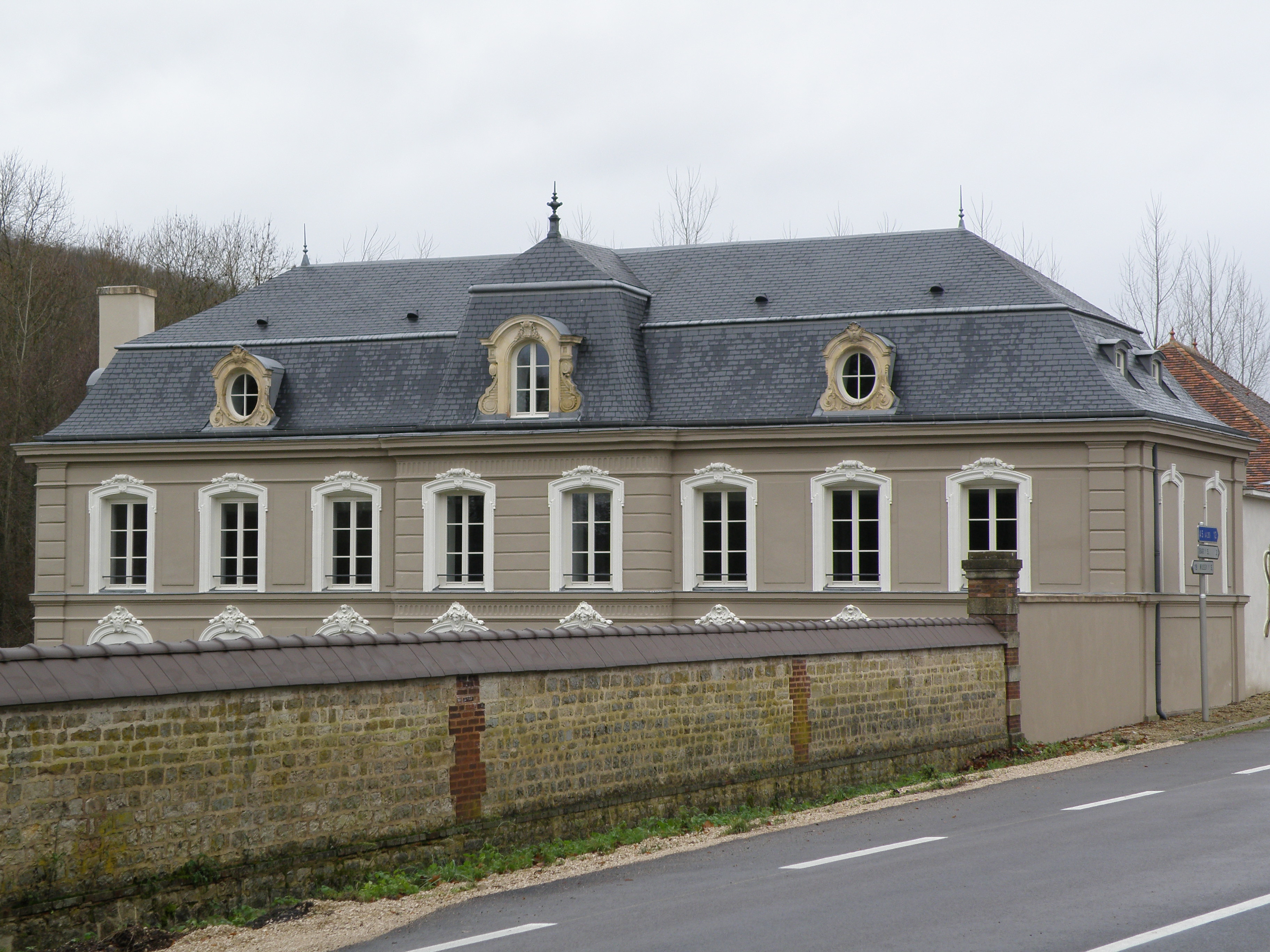
新城庄园（法语：Domaine de Villeneuve (Aube)）
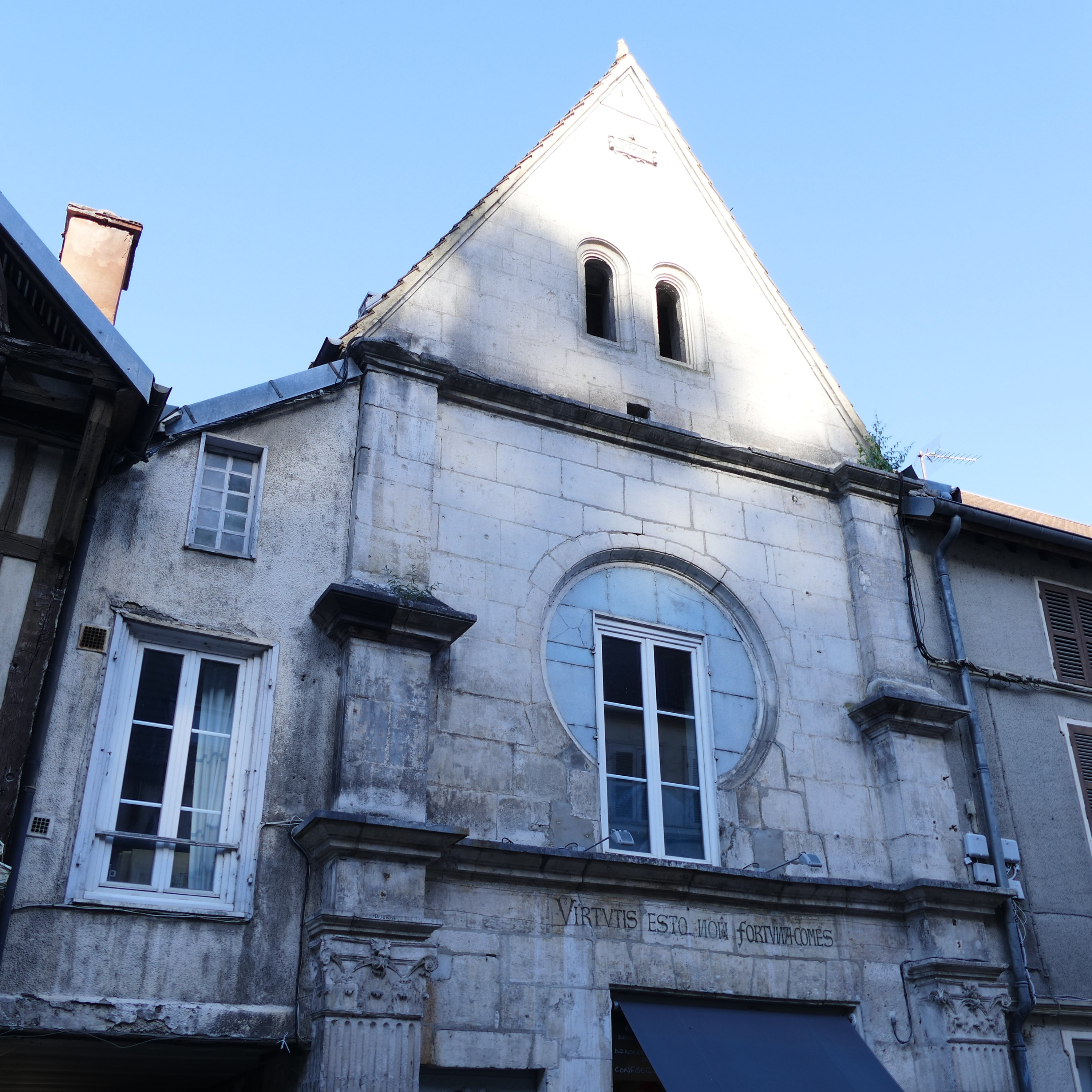
拉帕雄小教堂
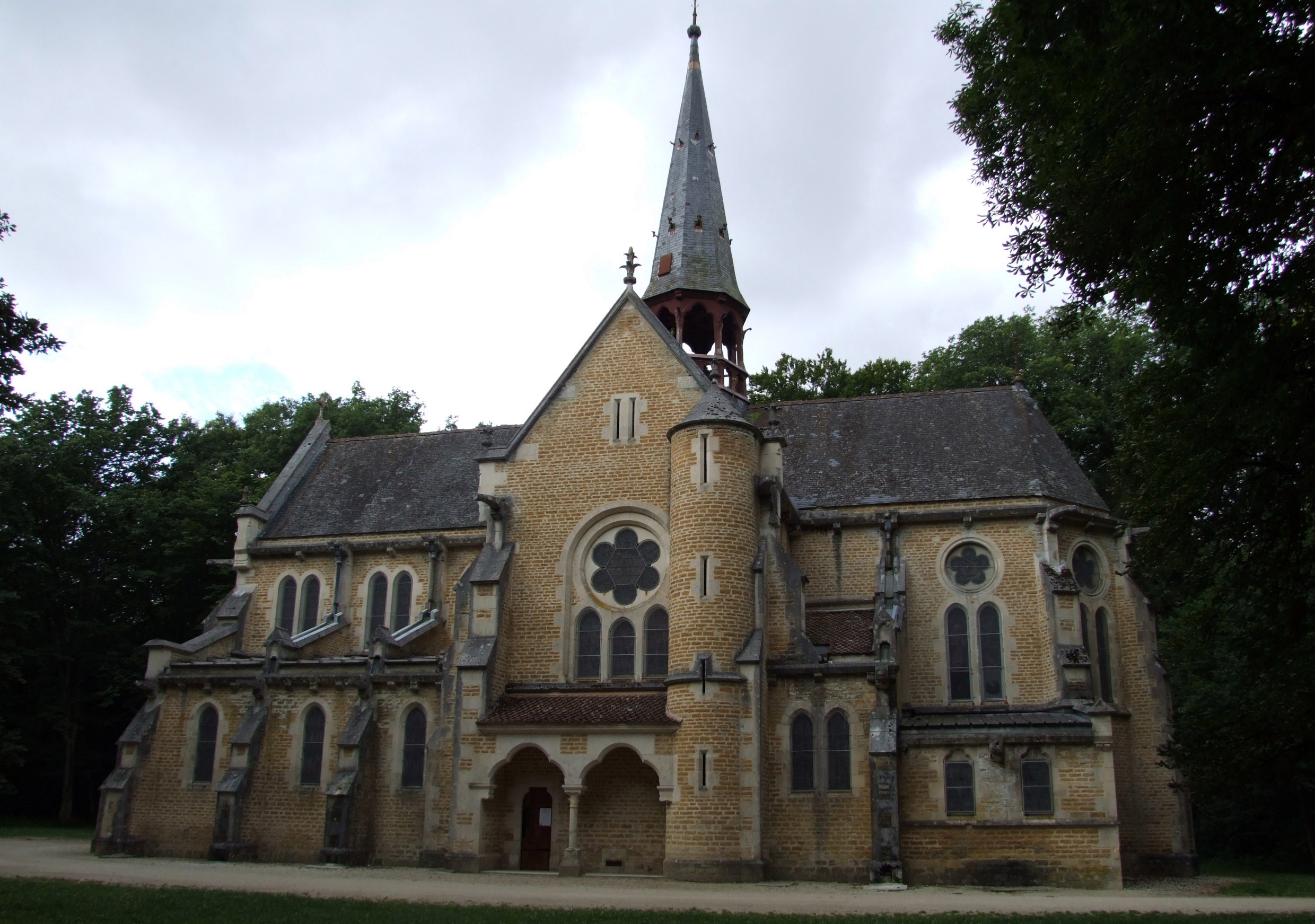
橡树圣母小教堂
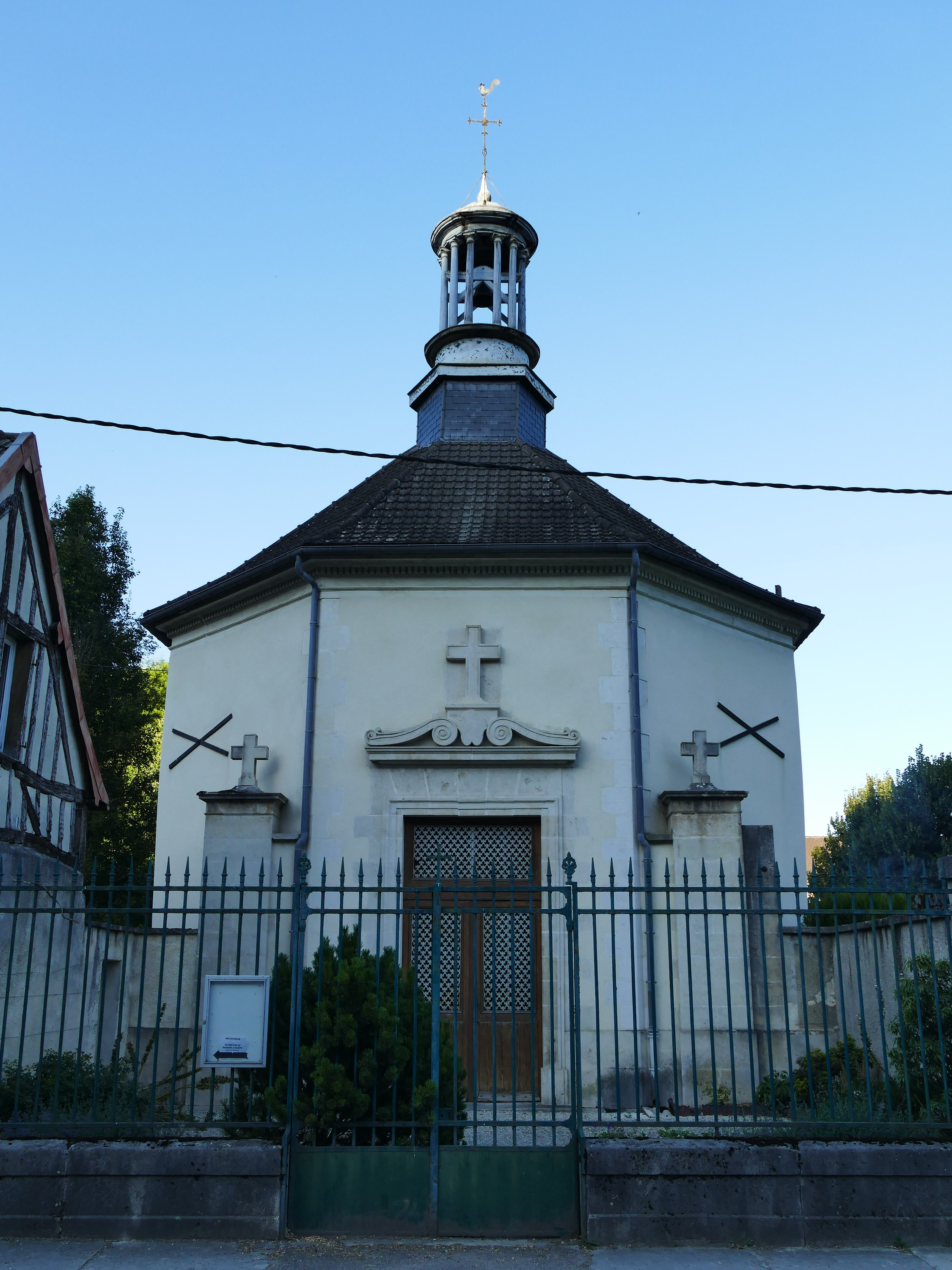
施洗约翰小教堂
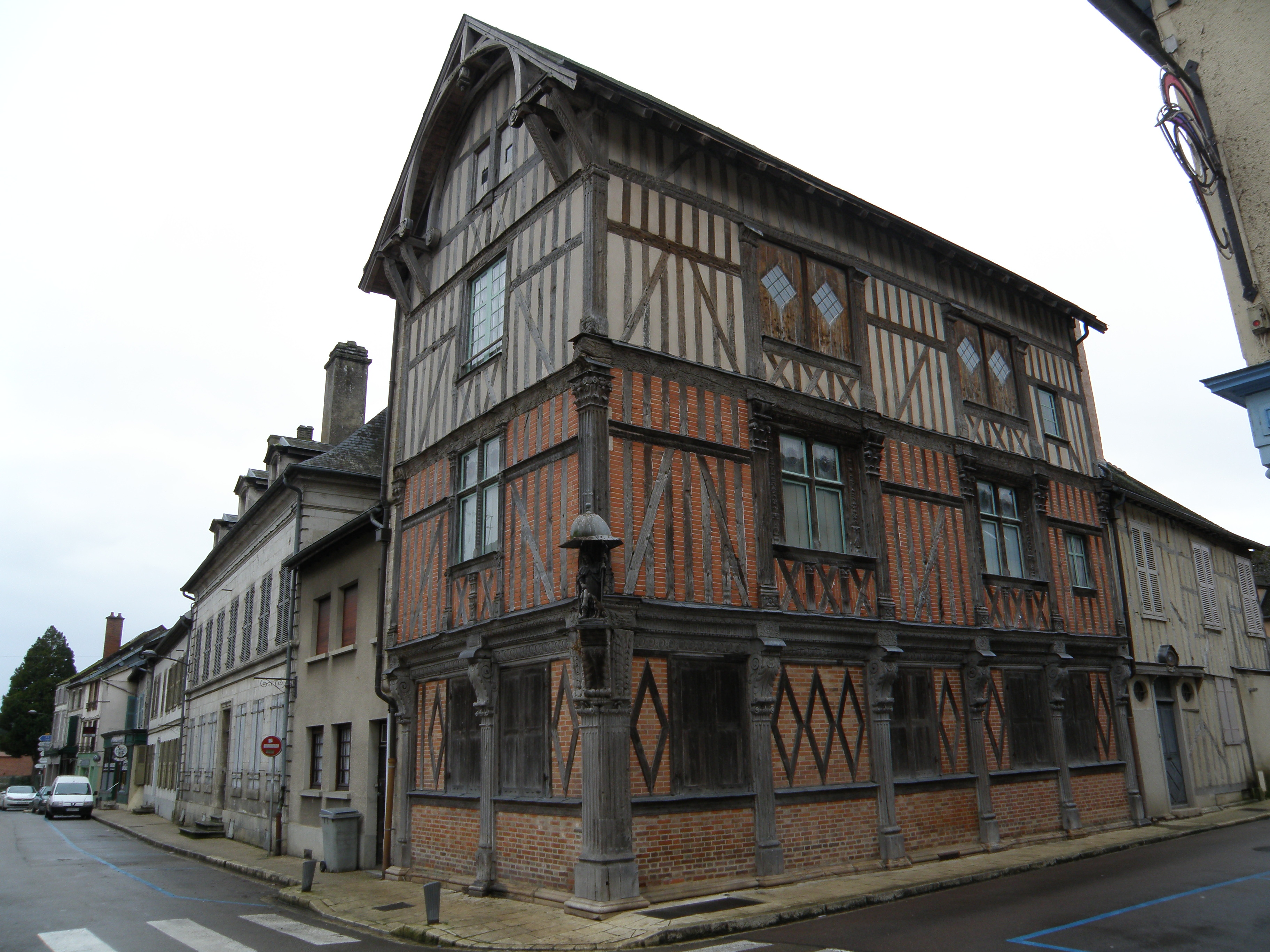
传统木质民居

### 旅游

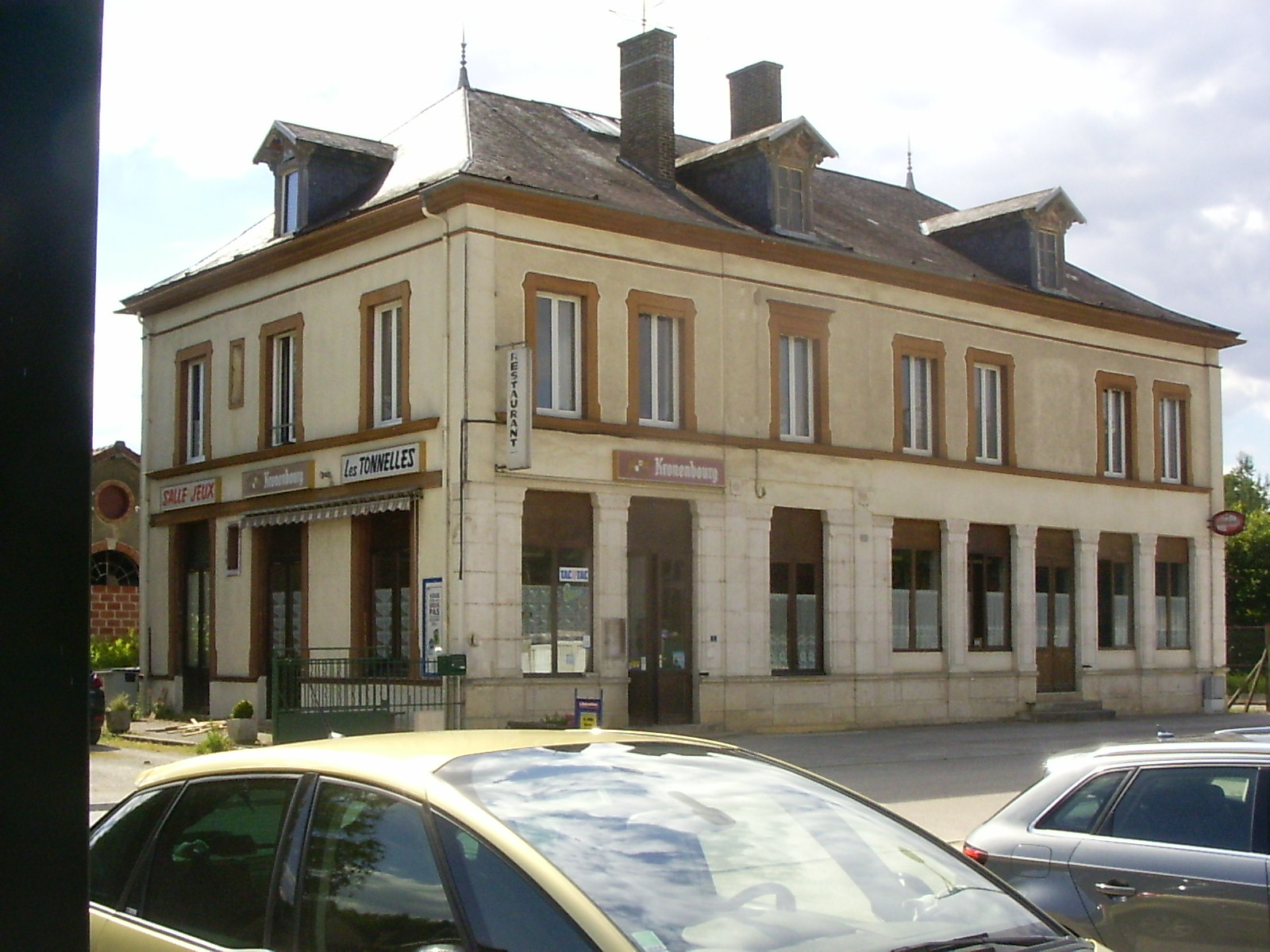
车站酒店

塞纳河畔巴尔的旅游事务由其所属的香槟巴尔塞卡奈市镇公共社区负责。2022年，塞纳河畔巴尔境内共有2家酒店共计18间房间。

### 媒体
法国主要的媒体均可在塞纳河畔巴尔接收，法国电视三台下属的大东部大区频道在部分时段播出塞纳河畔巴尔所属区域的地方新闻。Canal 32电视台、香槟广播、蓝色法兰西香槟-阿登广播、《东部光明报》等是当地主要的地方性媒体。

## 相关人物
法兰西和纳瓦拉王后胡安娜一世以及法国帆船运动员吕克·皮洛出生于塞纳河畔巴尔。

## 友好城市
截至2022年12月，塞纳河畔巴尔暂未建立任何友好城市关系。